# Trachea macrophtalma
Trachea macrophtalma là một loài bướm đêm trong họ Noctuidae.